# RollerCoaster Tycoon
RollerCoaster Tycoon è un videogioco manageriale e di simulazione di parchi di divertimento, sviluppato dal programmatore scozzese Chris Sawyer e pubblicato da Hasbro Interactive nel 1999. Il gioco mette insieme elementi di costruzione, gestione economica e simulazione in tempo reale, permettendo al giocatore di creare e amministrare parchi tematici con particolare attenzione alle montagne russe. Fin dal suo lancio, il titolo ebbe un buon successo sia commerciale che critico, diventando uno dei più conosciuti del genere.
RollerCoaster Tycoon è considerato un classico dei gestionali e un riferimento per molti altri giochi di simulazione economica. La combinazione di libertà creativa e gestione economica ha ispirato seguiti e cloni. Ancora oggi è disponibile su piattaforme digitali e continua ad avere una comunità di appassionati.

## Sviluppo
Il game designer scozzese Chris Sawyer pubblicò Transport Tycoon nel 1994 e successivamente si prese del tempo per valutare quale progetto realizzare come seguito. Una parte dei ricavi ottenuti dal gioco fu utilizzata per viaggiare in Europa e negli Stati Uniti, includendo visite a parchi di divertimento con montagne russe. In precedenza Sawyer aveva dichiarato di non apprezzare questo tipo di attrazioni, ma grazie a tali esperienze iniziò ad appassionarsi, arrivando a provare almeno 700 montagne russe. Da questi viaggi Sawyer trasse l’idea di sviluppare, come seguito a Transport Tycoon, una simulazione basata sulle montagne russe, trovando anche una scusa per continuare a visitarne i parchi a fini di “ricerca”. Durante gran parte dello sviluppo il gioco avrebbe dovuto chiamarsi White Knuckle, ma per mantenere la tradizione dei titoli della serie Tycoon il nome fu infine modificato.
Lo sviluppo del gioco avvenne in un piccolo villaggio vicino a Dunblane e durò circa due anni. Sawyer scrisse circa il 99% del codice di RollerCoaster Tycoon in linguaggio assembly x86 tramite il Microsoft Macro Assembler, mentre il restante 1% fu scritto in C. La grafica fu realizzata dall’artista Simon Foster utilizzando diversi software di modellazione 3D, rendering e pittura. Inizialmente Sawyer coinvolse familiari e amici per le prime fasi di collaudo, per poi affidarsi all’editore Hasbro allo scopo di svolgere test più approfonditi e raccogliere feedback.
Grazie al successo del titolo, Sawyer ottenne circa 30 milioni di dollari in royalties. Il porting per Xbox fu realizzato da Frontier Developments, che in seguito avrebbe sviluppato anche RollerCoaster Tycoon 3.
Il gioco soffre di alcuni bug. Uno di questi causa, su alcuni vecchi sistemi operativi come Windows 98, la perdita di tutti i progressi di gioco dopo il cambiamento dell'ora legale. Un altro bug, causato da driver non compatibili, manda invece in crash il gioco quando si preme il tasto destro del mouse.
Sono state realizzate due Expansion Pack per la versione originale di RollerCoaster Tycoon. La prima è stata chiamata Corkscrew Follies (conosciuta anche come Added Attractions in Regno Unito e in Australia), che ha aggiunto nuovi scenari, percorsi e attrezzature. La seconda espansione, Loopy Landscapes, ha aggiunto una quantità maggiore delle già citate caratteristiche. L'originale insieme alle due espansioni uscirono successivamente nella raccolta RollerCoaster Tycoon: Gold Edition. La versione Xbox è intitolata RollerCoaster Tycoon, ma include anche le due espansioni. Dopo il successo del primo RollerCoaster Tycoon sono usciti due seguiti: RollerCoaster Tycoon 2 e RollerCoaster Tycoon 3.

## Modalità di gioco
In RollerCoaster Tycoon il giocatore prende il ruolo di gestore di un parco divertimenti. L’obiettivo è fare in modo che i visitatori siano soddisfatti con attrazioni e servizi, e allo stesso tempo mantenere la parte economica sotto controll. La visuale è isometrica, può essere ruotata, e la mappa è a griglia per posizionare attrazioni, negozi, sentieri e decorazioni. Ci sono 21 scenari più un tutorial, ognuno con obiettivi precisi come raggiungere un certo numero di visitatori o guadagni. Solo una parte di questi è disponibile dall’inizio, mentre gli altri si sbloccano giocando. A differenza di altri gestionali simili, non c’è una modalità libera “sandbox”, cosa che venne notata come una mancanza.

### Attrazioni e gestione dei visitatori
Le attrazioni comprendono giostre tranquille, montagne russe complesse, giochi acquatici, chioschi di cibo, negozi di souvenir e servizi igienici. Ogni attrazione ha valoridi intensità, eccitazione e nausea che influiscono sulle scelte dei visitatori. Alcuni ospiti preferiscono attrazioni leggere, altri puntano a esperienze più forti. La pulizia e l’ordine del parco sono importanti: per questo bisogna assumere addetti alle pulizie, meccanici, guardie di sicurezza e intrattenitori. I visitatori hanno opinioni esplicite che possono essere lette tramite un pannello, utile per capire i problemi e migliorare la reputazione del parco. Come notò Wired, il giocatore sembra osservare gli ospiti dall’alto, leggendo i loro pensieri e reagendo quasi come fosse una “divinità benevola”.

### Costruzione delle montagne russe
La parte più caratteristica del gioco è la costruzione di montagne russe personalizzate. L’editor permette di creare percorsi con curve, discese, giri della morte, tratti sotterranei e persino sezioni in acqua. Questa funzione fu vista come il punto di forza che distingueva RollerCoaster Tycoon da altri gestionali come Theme Park. Il motore del gioco include un modello fisico semplificato: se la montagna russa è costruita male, i treni possono deragliare o bloccarsi. In caso di incidente, la reputazione del parco cala per un periodo, ma la partita continua. Prima di aprire una nuova attrazione, si può testarla e vedere dati statistici dettagliati.

### Aspetti economici
La parte economica è importante: bisogna bilanciare costi e ricavi. Le spese vengono da costruzioni, manutenzione e personale. I guadagni arrivano dai biglietti d’ingresso, dai negozi e dagli stand. Si possono anche fare prestiti bancari, ma più si prende in prestito più aumentano gli interessi. Per aumentare la popolarità del parco si possono fare campagne pubblicitarie o distribuire voucher con sconti e biglietti gratuiti. Alcuni recensori segnalarono come limite il fatto che ci sono solo due velocità di gioco, “stop” e “go”, senza più controllo sul tempo.

### Scenari
RollerCoaster Tycoon include ventidue scenari, di cui cinque giocabili dall'inizio. Alcuni offrono al giocatore dei terreni vuoti su cui costruire da zero, ma in molti il giocatore viene messo al comando di parchi già operativi (anche se solitamente questi non sono molto sviluppati). Lo scopo varia a seconda dell'ambientazione scelta, anche se solitamente consiste nel raggiungere un valore di visitatori entro una certa data. Oltre a una normale partita, è possibile avviare dal menu principale un tutorial che introduce il gioco e ne spiega le funzioni di base. Il tutorial, realizzato con il motore grafico del gioco, si ambienta nel primo scenario, Forest Frontiers. Dopo aver completato con successo uno scenario, ne verrà sbloccato un altro. L'ultimo, Mega Park, viene sbloccato solo quando tutti i ventuno scenari iniziali vengono completati (e prima di ciò non viene nemmeno mostrato nell'elenco degli scenari disponibili): questo non ha nessun obiettivo, ma permette al giocatore di costruire sull'intera mappa, ed è possibile edificare tutte le attrazioni del gioco. Due scenari aggiuntivi (ufficiali) sono inoltre scaricabili dal sito Internet di Atari.
- Forest Frontiers': scenario molto semplice, serve principalmente a prendere confidenza con il gioco. Il parco è ambientato all'interno di un bosco pianeggiante e non presenta attrazioni già costruite;
- Dynamite Dunes': il parco, diviso a metà da un monte, è completamente situato nel deserto. È presente un'attrazione, "Mine Train", già aperta e in uso;
- Leafy Lake': parco vuoto situato intorno a un lago;
- Diamond Heights': uno scenario molto vasto, comprendente ampie zone d'acqua, già fornito di alcune attrazioni (principalmente montagne russe);
- Evergreen Gardens': scenario molto esteso, ambientato in un lago circondato da lussureggianti giardini;
- Bumbly Beach': situato sulla spiaggia, il terreno edificabile è piuttosto ristretto; presenta già un percorso di montagne russe di legno;
- Trinity Islands': lo scenario si articola su varie isolette prive di attrazioni;
- Katie's Dreamland' o nella versione U.S.A. Katie's World: parco su territorio collinare con molte attrazioni già costruite.
- Pokey Park' o nella versione U.S.A. Dinky Park: situato attorno a un'autostrada in una zona molto colpita da precipitazioni, è molto piccolo e per espanderlo è necessario acquistare i diritti di costruzione per l'area tra una parte e l'altra del parco;
- White Water Park' o nella versione U.S.A. Aqua Park: parco acquatico sulle rive di un lago;
- Millennium Mines': parco abbastanza vasto a tema minerario, include un treno che percorre tutto il parco;
- Karts and Coasters': ambientazione situata in montagna in mezzo a un bosco, già fornita di montagne russe di legno e percorsi di Go-kart;
- Mel's World': parco abbastanza vasto, con territorio leggermente accidentato ma con tutte le caratteristiche per ingrandirsi molto;
- Mystic Mountain' o nella versione U.S.A. Mothball Mountain: parco molto piccolo situato su un lago di origine vulcanica;
- Pacific Pyramids': scenario situato nel deserto, in un'area con alcune rovine egizie;
- Crumbly Woods': parco situato in mezzo a un bosco tra le montagne; tutte le attrazioni già presenti hanno più di 12 anni di età;
- Paradise Pier' o nella versione U.S.A. Big Pier: scenario molto piccolo situato su un molo;
- Lightning Peaks': il parco è all'interno di un territorio montuoso abitualmente frequentato da escursionisti;
- Ivory Towers': parco con alcune buone attrazioni, ma con grandi problemi di pulizia e gestione;
- Rainbow Valley': scenario lungo e stretto situato in una valle attraversata da un fiume;
- Thunder Rock': un altopiano situato nel mezzo di un deserto;
- Mega Park': scenario ampio e vario privo di obiettivo, giocabile solo dopo aver completato tutte le ambientazioni precedenti.

Esistono altri due scenari scaricabili dal sito di Atari (in inglese).
- Fort Anachronism;
- Alton Towers (È stata aggiunta una nuova versione di questo scenario nell'espansione Loopy Landscapes, in cui si ha il vantaggio di poter utilizzare tutte le novità dell'espansione).

## Accoglienza
Al suo debutto, RollerCoaster Tycoon ricevette giudizi positivi. Per GameSpot riuscì a riempire un vuoto di mercato nei gestionali di parchi, grazie alla profondità e ai dettagli. Le montagne russe personalizzate e l’interazione coi visitatori furono tra gli elementi più lodati. La rivista Wired mise in evidenza la possibilità di seguire i pensieri dei visitatori, pur criticando l’interfaccia un po’ macchinosa. Con gli anni il gioco ha assunto anche un valore nostalgico. Alcuni autori hanno ricordato come RollerCoaster Tycoon fosse non solo un gioco, ma anche un’esperienza condivisa in famiglia. Mike Shepard, ad esempio, raccontò che per lui il titolo divenne un collegamento con il nonno, unendo creatività e condivisione. 
Il successo commerciale ha portato alla produzione di un flipper in tema con il videogioco da parte della Stern, e (solo negli USA) di un gioco da tavolo.

## Caratteristiche tecniche
Il videogioco è stato scritto quasi interamente nel linguaggio di programmazione Assembly, inusuale per un gioco di questa complessità. Solo una piccola parte di linguaggio di programmazione C è stata utilizzata per interfacciare il gioco con Windows e con le DirectX.

### Requisiti di sistema

#### Minimi
- Processore Pentium 90 MHz;
- sistema operativo Windows 95;
- RAM 16 MB;
- lettore CD 4X;
- memoria libera su disco rigido 50 MB;
- scheda video SVGA 1 MB;
- scheda audio compatibile con Windows 95;
- DirectX 5.0 (incluse nel CD);
- mouse.

#### Raccomandati
- Processore Pentium 200 MHz;
- sistema operativo Windows 95;
- RAM 32 MB;
- lettore CD 8X;
- memoria libera su disco rigido 50 MB;
- scheda video SVGA accelerata 2 MB;
- scheda audio compatibile con Windows 95;
- DirectX 5.0 (incluse nel CD);
- mouse.

#### Ideali
- Processore Pentium II 350 MHz;
- sistema operativo Windows 95;
- RAM 64 MB;
- lettore CD 8X;
- memoria libera su disco rigido 180 MB;
- scheda video SVGA accelerata 4 MB;
- scheda audio compatibile con Windows 95;
- DirectX 5.0 (incluso nel CD);
- mouse.